# Асоцијација америчких универзитета
Асоцијација америчких универзитета (енгл. Association of American Universities) је организација америчких истраживачких универзитета посвећена одржавању снажног система академског истраживања и образовања. Основана 1900. године, састоји се од 69 универзитета у САД (државних и приватних) и два универзитета у Канади. Чланство се стиче само по позиву и захтева потврдан глас три четвртине актуелних чланова. Чланство се сматра једним од најпрестижнијих признања које истраживачки универзитет може стећи.